# Piotr Kozak
Piotr VI Kozak (rum. Petru Cazacul) – hospodar Mołdawii w roku 1591 z rodu Muszatowiczów.
Był nieślubnym synem hospodara Aleksandra IV Lăpușneanu. Objął tron mołdawski na krótko w 1591 po obaleniu Arona Tyrana i krótkich rządach Aleksandra Złego. Nie zdołał się jednak na nim utrzymać długo – już wkrótce do Mołdawii wkroczyły interwencyjne siły tureckie, które przywróciły na tron Arona Tyrana, a sam Piotr został zamordowany.